# Mistrzostwa Azji w Biegach Przełajowych 1999
5. Mistrzostwa Azji w Biegach Przełajowych – zawody lekkoatletyczne w przełajach, które odbyły się w kwietniu 1999 w stolicy Iranu – Teheranie oraz w połowie grudnia 1999 w Hongkongu .

## Rezultaty

### Mężczyźni
| Konkurencja:         | Złoto                                                         | Wynik   | Srebro                                                  | Wynik   | Brąz | Wynik   |
| Bieg mężczyzn        | Ahmad Zarekar                                                 | 38:45   | Toshinari Fujimoto                                      | 38:51   | Noriyoshi Takasu                                                                                         | 38:58   |
| Drużyna mężczyzn     | Japonia                                                       | 10 pkt. | Iran                                                    | 11 pkt. | Chiny | 33 pkt. |
| Bieg juniorów (8 km) | Zhong Haibo                                                   | 25:54   | Hidemori Noguchi                                        | 26:03   | Saad Jalal Uddin                                                                                         | 26:10   |
| Drużyna juniorów     | Japonia · Hidemori Noguchi · Shuichi Fujii · Yusuke Moriguchi | 14 pkt. | Pakistan · Saad Jalal Uddin · Atta Miran · Zulfiqar Ali | 22 pkt. | Indie · Aman Saini · Jabir Singh · Mobarock Mondal · Iran · Abdolghader Makhtom · S. Bigdeli · G. Angoti | 34 pkt. |

### Kobiety
| Konkurencja:         | Złoto                                                    | Wynik  | Srebro                                   | Wynik   | Brąz                                                                | Wynik   |
| Bieg kobiet          | Mizuki Noguchi                                           | 30:54  | Miwako Yamanaka                          | 31:15   | Li Meihua                                                           | 31:18   |
| Drużyna kobiet       | Japonia                                                  | 8 pkt. | Chiny                                    | 16 pkt. | Indie                                                               | 28 pkt. |
| Bieg juniorek (6 km) | Kaori Yoshida                                            | 24:04  | Ritsuko Tankiku                          | 24:24   | Kang Yeong-ran                                                      | 24:33   |
| Drużyna juniorek     | Japonia · Kaori Yoshida · Ritsuko Tankiku · Kazuko Kanno | 7 pkt. | Chiny · Wei Yanan · Gao Huiling · Jin Li | 18 pkt. | Korea Południowa · Kang Yeong-ran · Lim Kyung-hee · Jeong Eun-young | 31 pkt. |